# Beleg van Namen (1695)

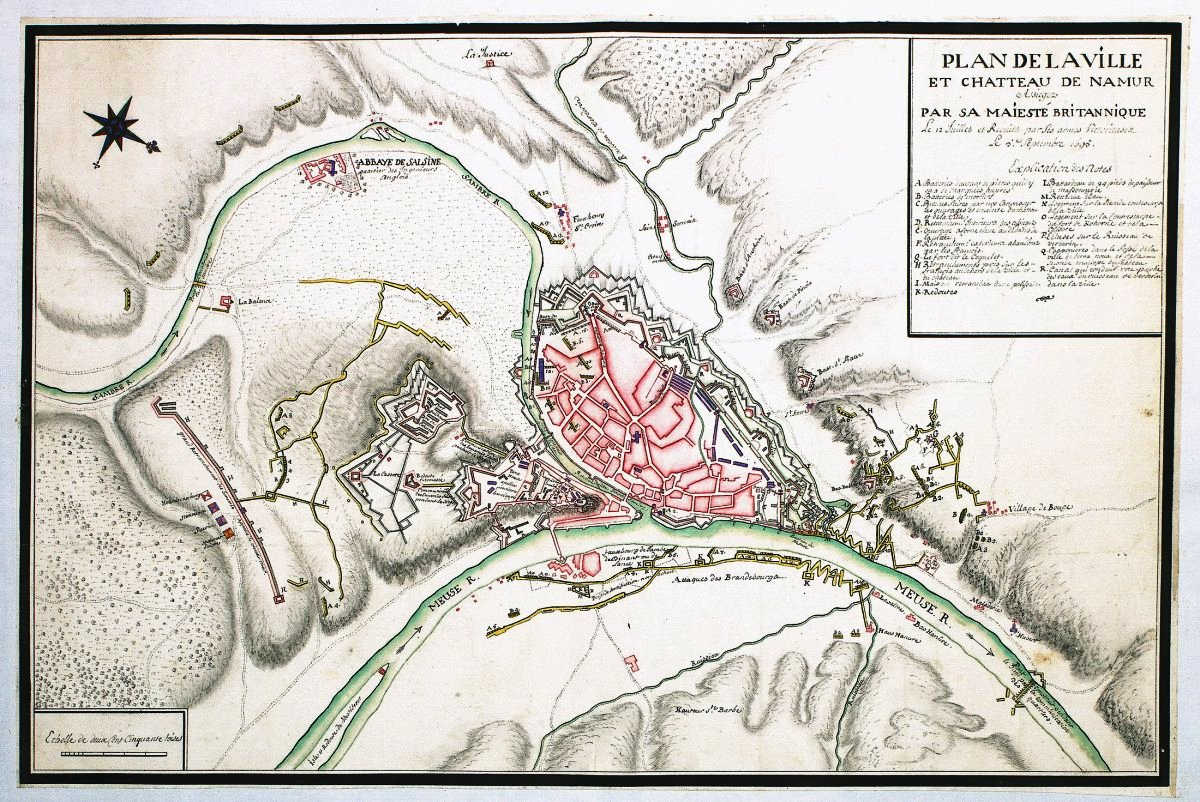
Namen in 1695

Het Beleg van Namen van 1695 was het tweede beleg van de stad in de Negenjarige Oorlog. 

## Achtergrond
Op 30 juni 1692 hadden Franse troepen onder bevel van de maarschalk van Luxemburg de stad ingenomen. Koning Lodewijk XIV van Frankrijk was bij deze aanval in de Zuidelijke Nederlanden aanwezig. Menno van Coehoorn had de verdedigingswerken verbeterd en de citadel versterkt, maar dit was niet voldoende gebleken. Onmiddellijk na de verovering had Vauban nog verdere perfectioneringen aangebracht. Namen was zo de belangrijkste versterking in de Zuidelijke Nederlanden geworden.
In 1694 werd Hoei veroverd door de troepen van de Liga van Augsburg waardoor de Maas tot aan Namen in handen van de Liga was. Hierop maakte koning-stadhouder Willem III van Oranje de plannen om in het volgende jaar Namen te belegeren. Ondertussen was de Franse opperbevelhebber Frans van Montmorency overleden en promoveerde Lodewijk XIV van Frankrijk zijn jeugdvriend Louis-François de Boufflers tot zijn nieuwe opperbevelhebber in Vlaanderen.

## Voorbereidingen
Voor het vervoer van de belegeringsstukken werden honderden transsportschepen ingezet om de spullen over de Maas van Maastricht naar Namen te vervoeren. Het ging om een totaal van 312 kanonnen, waarvan 136 kartouwen, 48 grote mortieren en 23 houwitsers. De munitie voor deze kanonnen bestond in totaal uit 130.000 kogels van 24 pond, 30.000 bommen en granaten en 1 miljoen pond buskruit. Willem III bracht in totaal een leger van 130.000 man op de been om het beleg tot een goed einde te kunnen brengen. Nog net voor de komst van het geallieerde leger wist Boufflers zeven regimenten aan dragonders de stad binnen te krijgen waardoor het garnizoen van Namen werd uitgebreid naar 13.000 tot 14.000 soldaten. Ongeveer 80.000 man werden door Willem III voor de belegering ingezet. Nog eens 50.000 soldaten stonden onder leiding van Charles Thomas de Vaudemont en zij moesten voorkomen dat de Fransen Brussel of Gent zouden aanvallen.

## Beleg

### Beleg van de stad Namen
Op 5 juli 1695 begonnen de opgetrommelde Zuid-Nederlandse en Luikse boeren met het aanleggen van de Circumvallatielinie. Nadat dit voltooid was werd er besloten om over te gaan op een gelijktijdige aanval op de stad en de citadel, maar door de gedeelde commandovoering ging dit minder goed dan gepland. Menno van Coehoorn had de leiding over het beleg van de voorstad Jambes en Charles du Puy de L'Espinasse was verantwoordelijk voor de aanval op de vesting bij de Sint-Nicolaaspoort. Op 18 juli werd er overgegaan tot een stormloop op deze laatste plek, maar Boufflers wist met de nodige tegenaanvallen de aanval af te slaan.
Een nieuwe aanval op de stad werd op 27 juli gelanceerd, ditmaal om de hoogte van Bouge te veroveren. Deze verovering slaagde, maar het kostte de geallieerden wel ruim 1600 soldaten. Een nieuwe stormaanval op Namen volgde op 2 augustus. Op 3 augustus bood maarschalk Boufflers aan de stad over te geven, mits hij een staakt-het-vuren van zes dagen kreeg en zich volledig in de citadel mocht terugtrekken. De belegeraars gingen daarop in, sloten een verdrag af en bezegelden het met de uitwisseling van gijzelaars. Het verdrag werd uitgevoerd en de gijzelaars vrijgelaten, waarna de gevechten hernamen. In de tussentijd had François de Neufville de plaatsen Diksmuide en Deinze veroverd waardoor een ontzet van Namen voor de Fransen mogelijk was.

### Beleg van de citadel
Na het advies van Coehoorn besloot Willem III om de aanleg van de loopgraven rondom de citadel te ondersteunen met een bombardement mortierbommen en granaten om op deze manier het moraal van het Franse garnizoen te slopen. Door de inname van de stad kon Willem III ook een kleiner belegeringsleger inzetten voor de citadel en met het vrijgekomen leger trok hij naar Waterloo waar hij zowel Vaudemont als de belegering kon dekken voor een eventuele aanval. Het gevaar voor Brussel was hier geenszins mee geweken en de Neufville ging over tot het bombarderen van deze stad. Vervolgens rukte Neufville op om Namen te ontzetten, maar Willem III was hem te snel af waardoor een ontzet was uitgesloten.
Op 12 augustus werd begonnen met het beschieten van de versterkingen Fort Willem en Terra Nova door Coehoorn. De grote stormloop op de citadel volgde op 30 augustus en in een mum van tijd wisten zij zich meester te maken van de bres in Terra Nova. De Fransen wisten de bres te heroveren en ook de aanval op Fort Willem slaagde niet. Wel waren de aanvallers erin geslaagd om een twee kilometer lange bedekte weg in handen te krijgen. Desondanks hadden de gevechten van deze dag veel slachtoffers geëist en op 1 september gaf de Boufflers zich over. De volle uittocht vond op 5 september plaats. 5500 Franse soldaten verlieten de citadel via de bres van Terra Nova.

## Nasleep
Willem III benoemde na de belegering Coehoorn met de aanstelling van luitenant-generaal van de infanterie en directeur-generaal van de fortificatiën. Door de verovering van Namen had de reputatie van Lodewijk XIV als "machtigste heerser van de wereld" een flinke kras opgelopen. Willem III ging nog verder en nam de Boufflers gevangen als vergelding voor het afvoeren van de verdedigers van Diksmuide en Deinze. Pas nadat deze waren vrijgelaten door de Fransen liet Willem III ook Boufflers vrij.

## Trivia
- In Tristram Shandy is de beminnelijke oom Toby geobsedeerd door het beleg van Namen, waar hij gewond was geraakt in het kruis.
- De bevrijding in 1695 leidde tot grote vreugde bij de bevolking. Deze werd door Cornelis Dusart vastgelegd in een serie van acht prenten. De prenten tonen verschillende figuren in uitbundige feeststemming.

## Galerij

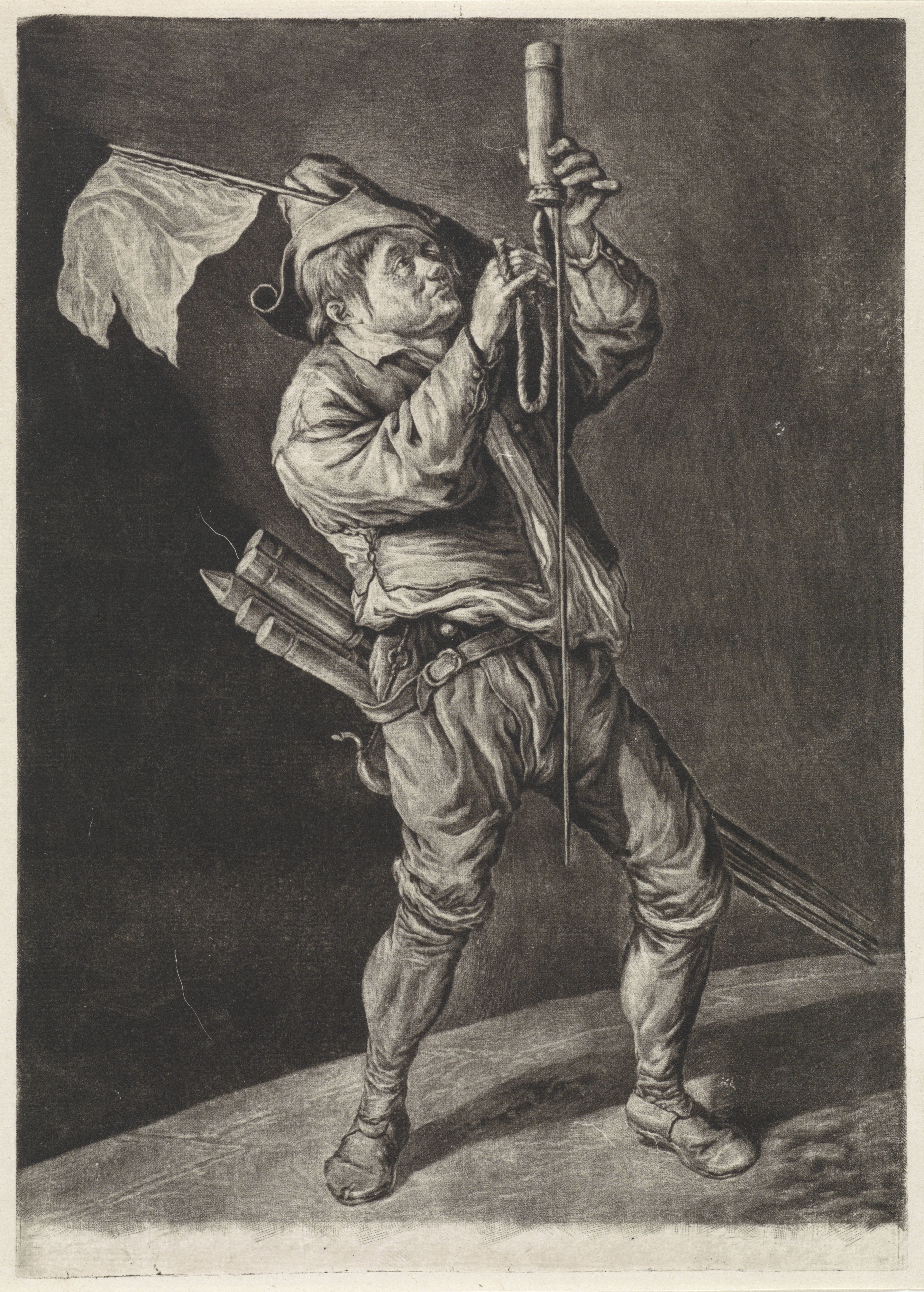
Man met vuurpijlen
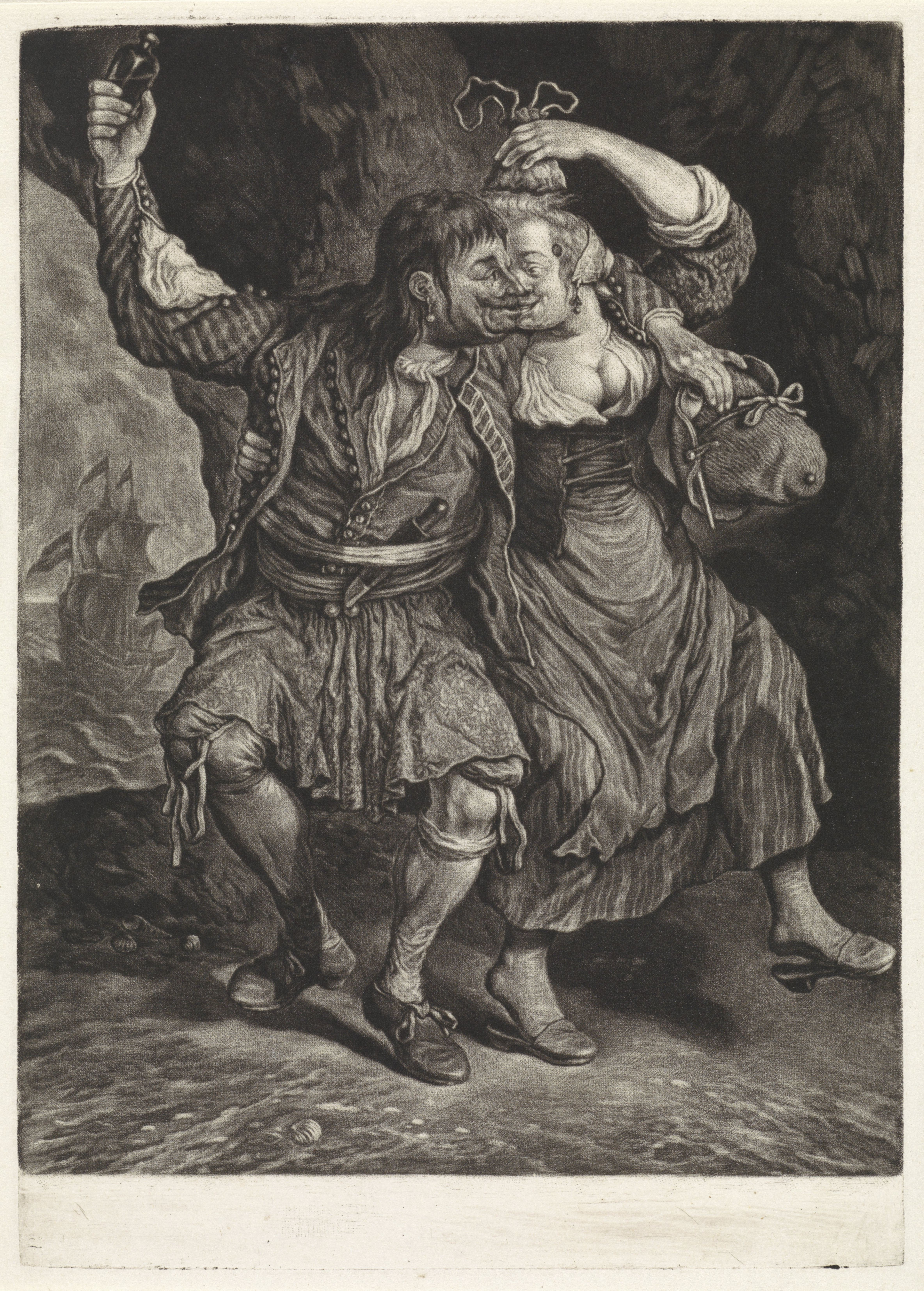
Dansend paar
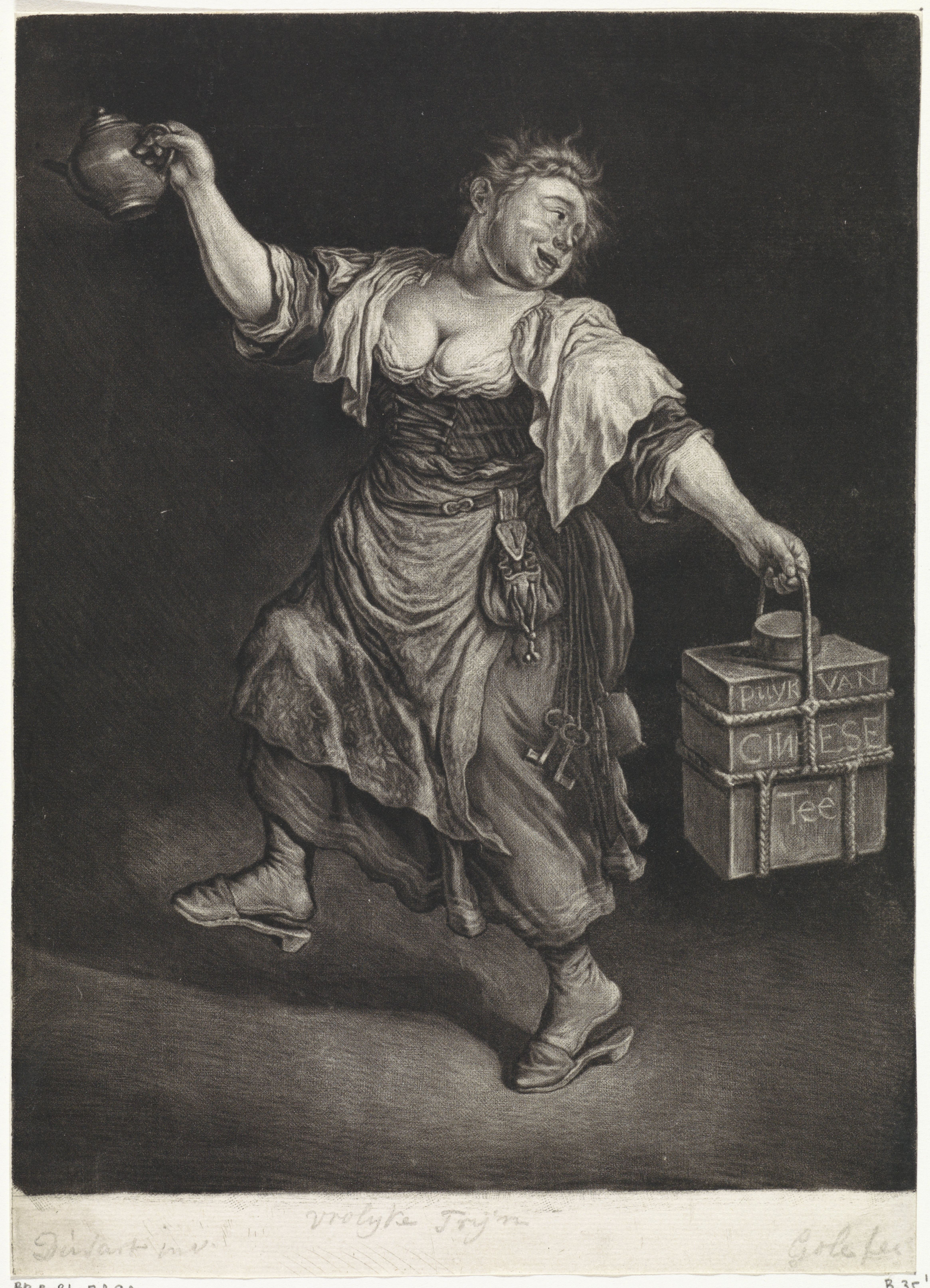
Theeverkoopster
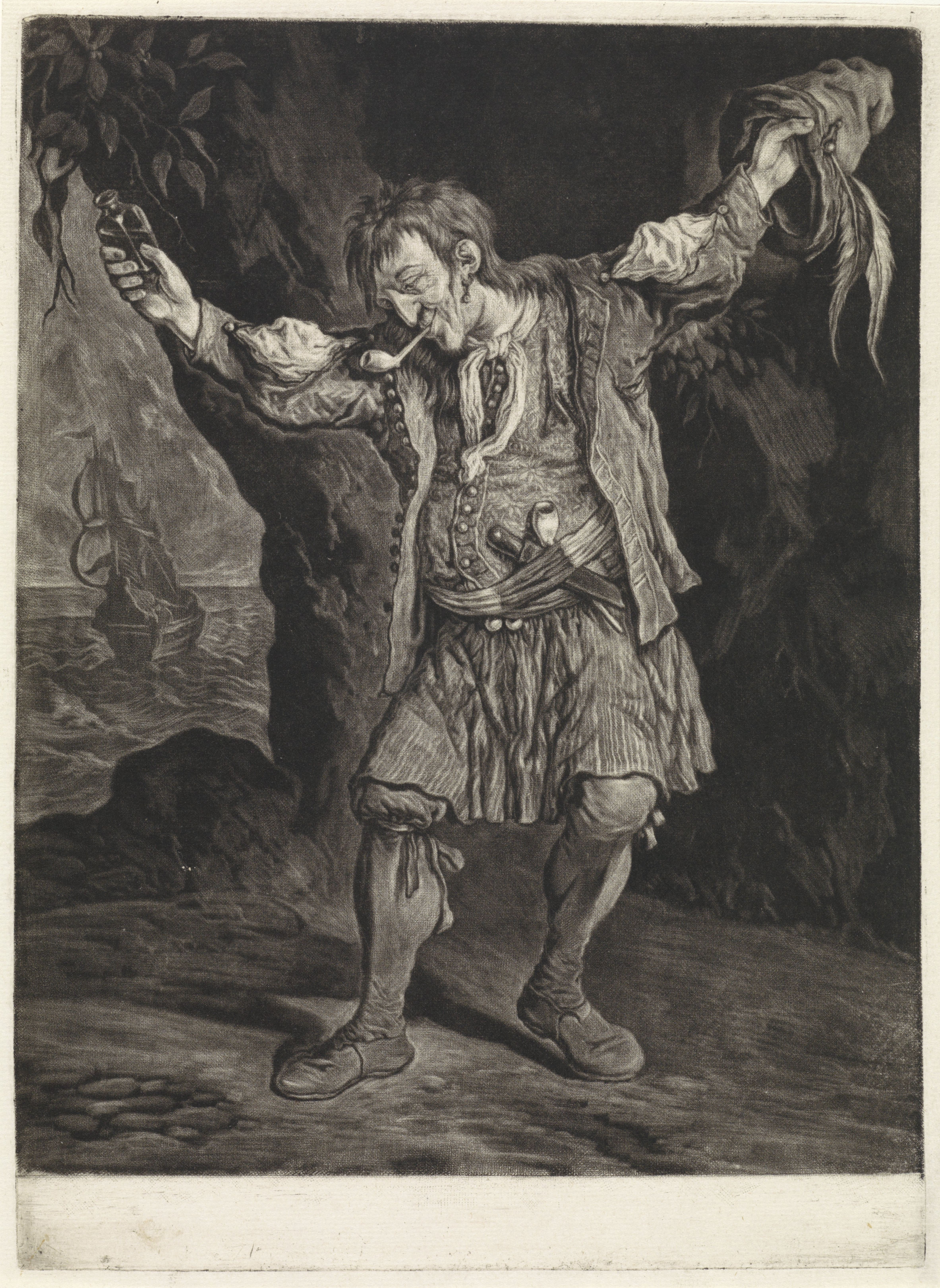
Oost-Indiëvaarder
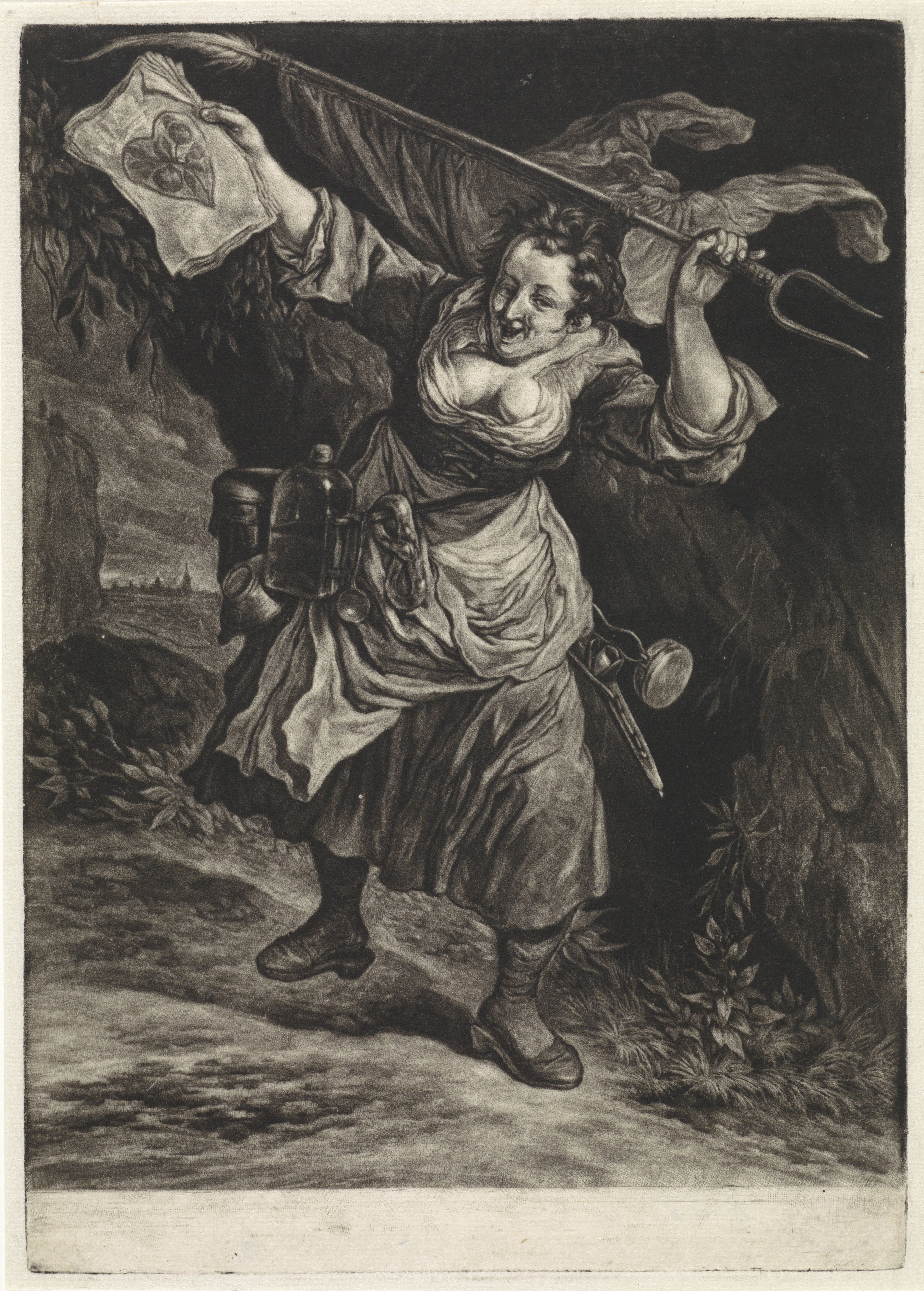
Orangiste
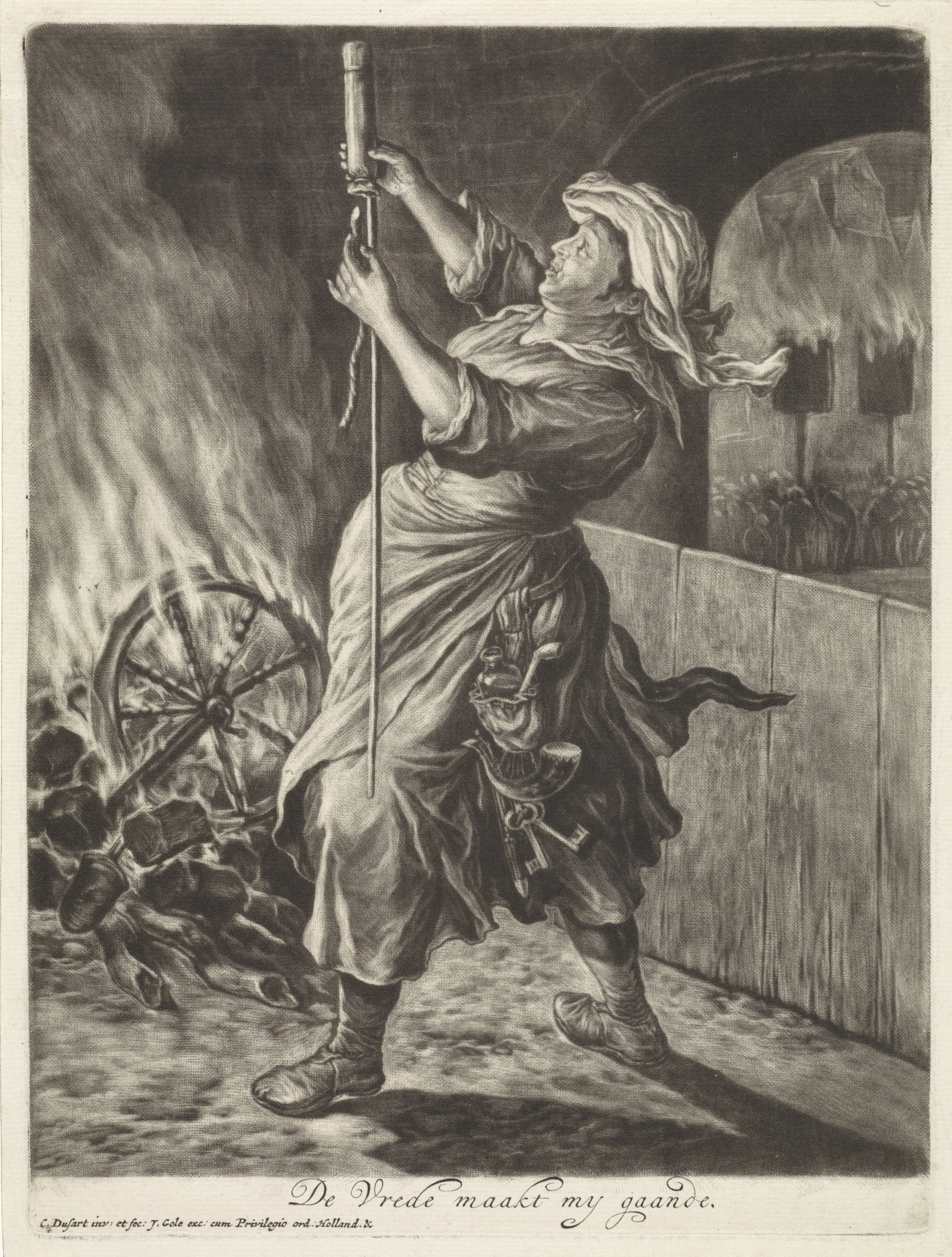
Vrouw met een vuurpijl